# 투과계수

An electromagnetic (or any other) wave experiences partial transmittance and partial reflectance when the medium through which it travels suddenly changes.

일반적으로 투과계수(透過係數, Transmission coefficient)는 전자기파 등을 비롯한 어떤 파동이 다른 물체와의 경계면에 입사했을 때, 그 물체를 투과하는 정도를 가리키는 것으로 광학이나 양자역학에서 사용되는 개념이다.

## 광학에서의 투과계수
광학에서 투과계수는 전자기파가 어떤 매질의 표면이나 광학소자를 통과하는 정도를 가리킨다. 입사파(入射坡)와 투과파(透過波)간의 진폭이나 세기(광도)의 비를 이용해 계산한다.

### 투과계수의 계산
전자기파의 단위면적당 세기, 즉 광도(intensity)는 다음과 같다.
{\displaystyle I={\frac {1}{2}}\epsilon vE_{0}^{2}\qquad \,E_{0}}는 전자기파에서 전기장의 진폭.
유전율이 {\displaystyle \,\epsilon _{1}}인 매질에서 {\displaystyle \,\epsilon _{2}}인 매질로 전자기파가 진행할 때, 입사광과 투과광의 광도와 속도를 각각 {\displaystyle \,I_{1}}과 {\displaystyle \,I_{2}}, {\displaystyle \,v_{1}}과 {\displaystyle \,v_{2}}라고 하면, 투과계수는 다음과 같이 정의된다.
{\displaystyle T\equiv {\frac {I_{T}}{I_{I}}}={\frac {\epsilon _{2}v_{2}}{\epsilon _{1}v_{1}}}\left({\frac {E_{0_{T}}}{E_{0_{I}}}}\right)^{2}={\frac {4n_{1}n_{2}}{(n_{1}+n_{2})^{2}}}.}
여기에서 {\displaystyle \,n_{1}}과 {\displaystyle \,n_{2}}는 두 매질의 굴절률을 가리킨다.
투과계수에 대응하는 개념으로 반사계수(反射係數)가 있다. 반사계수는 매질이나 광학소자의 표면에서 반사되는 정도이다. 반사계수는 다음과 같이 정의된다.
{\displaystyle R\equiv {\frac {I_{R}}{I_{I}}}=\left({\frac {E_{0_{R}}}{E_{0_{I}}}}\right)^{2}={\frac {(n_{1}-n_{2})^{2}}{(n_{1}+n_{2})^{2}}}.}
에너지 보존 법칙에 따라 {\displaystyle \,T+R=1}이다.

## 양자역학에서의 투과계수
비상대론적(non-relativistic) 양자역학에서, 투과계수(transmission coefficient)와 반사계수(reflection coefficient)는 경계면에 파가 입사되었을 때 거동을 묘사할 때 쓰인다. 투과계수는 종종 경계를 터널링하는 확률을 나타내는 데 사용된다.
투과계수는 입사와 투과 확률 흐름 밀도(transmitted probability current density) j를 사용하여 다음과 같이 정의한다:
{\displaystyle T={\frac {|j_{transmitted}|}{|j_{incident}|}}}
여기서 {\displaystyle j_{incident}}는 경계층을 입사하는 확률이고 {\displaystyle j_{transmitted}}는 경계층을 투과하는 확률이다.
반사계수 R은 다음과 같이 투과계수와 비슷하게 정의된다.
{\displaystyle R={\frac {|j_{refleced}|}{|j_{incident}|}}}
두 계수의 합은 확률 보존에 의해 {\displaystyle \,T+R=1}이다.

### WKB 근사법에 의한 투과계수 계산
WKB 근사법을 이용하여, 터널링 계수를 구하면 다음과 같다.
{\displaystyle T={\frac {e^{-2\int _{x_{1}}^{x_{2}}dx{\sqrt {{\frac {2m}{\hbar ^{2}}}\left(V(x)-E\right)}}}}{\left(1+{\frac {1}{4}}e^{-2\int _{x_{1}}^{x_{2}}dx{\sqrt {{\frac {2m}{\hbar ^{2}}}\left(V(x)-E\right)}}}\right)^{2}}}}
여기서, {\displaystyle x_{1},x_{2}}은 전위 장벽의 두 개의 고전적인 회귀점이다. 만약 {\displaystyle \hbar \rightarrow 0}의 근사를 취하여 플랑크 상수보다 매우 큰 매개변수에 고전적 한계를 취하면, 투과계수는 정확하게 0으로 수렴한다. 이런 고전 극한은 현실적이지가 않고, 좀 더 단순히 풀기 위해, 네모 전위(square potential)이라 가정한다.
만약 투과 계수가 1보다 매우 작으면, 식을 다음과 같이 근사할 수 있다.
{\displaystyle T\approx 16{\frac {E}{U_{0}}}(1-{\frac {E}{U_{0}}})e^{-2L{\sqrt {m(U_{0}-E)}}}}
여기서, {\displaystyle L=x_{2}-x_{1}}은 전위장벽의 두께이다.

## 같이 보기
- 프레넬 방정식
- 반사계수